# 호소카와 하루토시

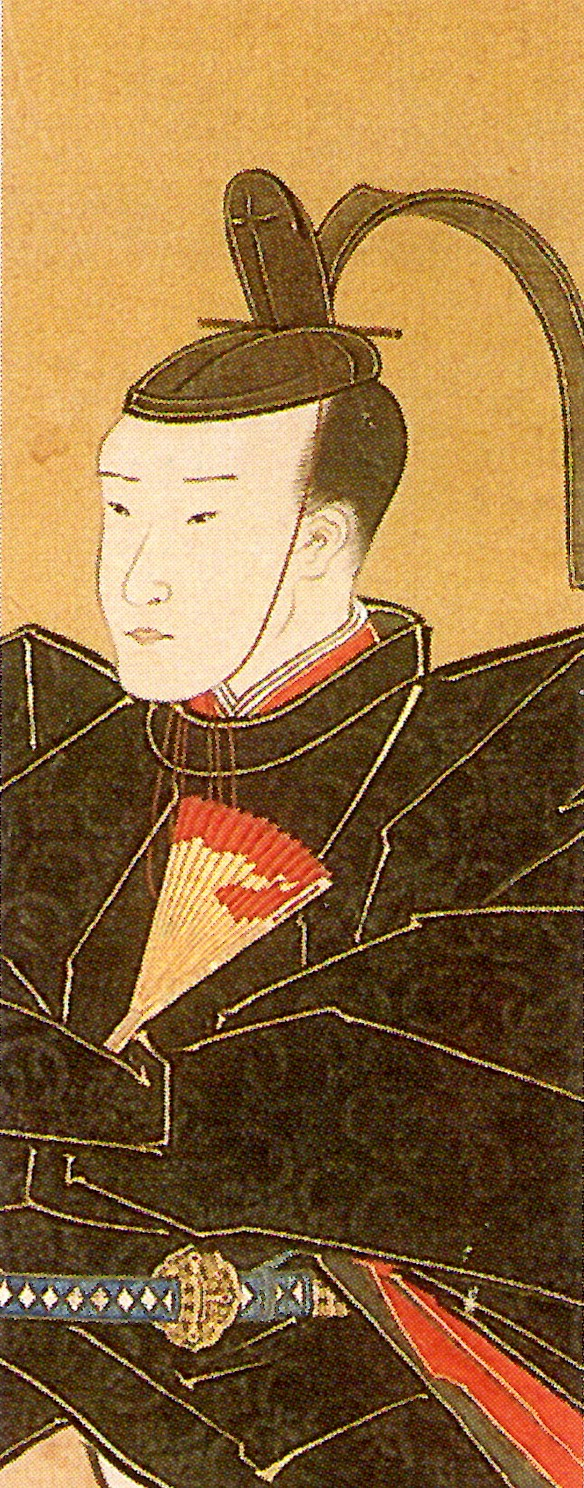
호소카와 하루토시

호소카와 하루토시(細川治年)는 히고 구마모토번 제7대 번주를 지냈다. 구마모토 번 호소카와가 제8대 당주. 구마모토 번 초대 번주 호소카와 다다토시 이래로 호소카와 가라샤의 마지막 후손. 아명은 다네쓰구(胤次). 원복 후 첫 이름은 가타토시(賢年). 가독을 이은 후에는 쇼군 도쿠가와 이에하루의 편휘 하루(治)를 받아 하루토시로 개명하였다.
구마모토 번 선대 번주 호소카와 시게카타의 차남으로 태어났다. 후에 장남 나가오카 도시카즈(長岡年和)가 태어나지만 열살이 채 되기도 전에 요절하였고 하루토시 자신도 가독을 이은지 얼마되지않아 요절하여 가라샤의 마지막 핏줄은 끊어지게 되었다. 구마모토 호소카와가의 가독은 지번 우토번 호소카와가의 당주이자 하루토시의 처남 호소카와 다쓰히로가 잇게 되었다.